# Gheorghe Ion
Gheorghe Ion (n. 1 noiembrie 1923, Cosminele, județul Prahova, Regatul României - d. 14 mai 2009, București, România) a fost un general de armată și politician comunist român, care a îndeplinit funcția de șef al Marelui Stat Major al Armatei Române (15 iunie 1965 - 29 noiembrie 1974).

## Biografie
Gheorghe Ion s-a născut la data de 1 noiembrie 1923, în comuna Cosminele (județul Prahova). A absolvit cursurile Liceului Industrial nr. 1 “Regele Carol al II-lea” din București.
După instaurarea guvernului comunist condus de către dr. Petru Groza, tânărul Gheorghe Ion a lucrat ca activist în organizațiile de tineret ale Partidului Comunist Român, fiind promovat până la funcția de președinte al organizației de tineret București (1950-1952). Fiind recrutat pentru satisfacerea stagiului militar obligatoriu, el a fost repartizat pentru a îndeplini funcții în Direcția Superioară Politică a Armatei.
Astfel, după ce a efectuat un curs academic la Academia Militară din București (1953-1954), a fost încadrat ca ofițer în Direcția Superioară Politică a Armatei. A urmat ulterior cursuri de perfecționare militară și politică la Școala Superioară de Partid, Institutul de Științe Sociale și Academia Militară “K.E.Voroșilov” de la Moscova (1955). 
Revenit de la Moscova în anul 1955, a fost înaintat la gradul de general-maior (cu 1 stea) și numit ca șef al Direcției Superioare Politice a Armatei (1955-1957). În paralel, a îndeplinit și funcția de adjunct al ministrului forțelor armate (1956-1966). Ulterior, generalul-maior Gheorghe Ion a devenit comandant al Armatei a II-a, dislocată în garnizoana București (14 iunie 1963 - 10 iunie 1965) și a fost înaintat în anul 1965 la gradul de general-locotenent (cu 2 stele).
În perioada 15 iunie 1965 - 29 noiembrie 1974, generalul-locotenent Gheorghe Ion a îndeplinit funcția de șef al Marelui Stat Major al Armatei Române. În paralel, a fost și prim-adjunct al ministrului apărării naționale (1966-1974) și secretar al Consiliului Apărării (1969-1974). În anul 1970 a fost înaintat la gradul de general-colonel (cu 3 stele).
Printre realizările sale în cadrul mandatului său de șef al Marelui Stat Major, menționăm :
- elaborarea unei doctrine proprii și de noi regulamente, care au înlocuit regulamentele vechi, ce erau, în parte, traduceri după cele sovietice, accentuându-se pregătirea de luptă pe noile baze;
- implicarea personală în elaborarea Legii 14/1972 privind organizarea apărării naționale, în conceperea doctrinei militare românești, conducând procesul de creare și dezvoltare a industriei proprii de apărare, ca președinte al Consiliului de Înzestrare a Armatei (înființat în anul 1968).

Referitor la situația României în timpul invaziei Cehoslovaciei de către URSS, generalul Gheorghe Ion a afirmat următoarele: “Poziția României față de invazia din Cehoslovacia a creat o tensiune politică deosebită în relațiile cu cei ce participaseră la invazie și exista pericolul real ca și țara noastră să fie invadată”.

## Activitate politică
În paralel cu activitatea militară, generalul Gheorghe Ion a îndeplinit și diverse sarcini pe plan politic. A fost ales ca membru supleant în Comitetul Central al PCR (1955-1960), apoi ca membru în CC al PCR (1966-1979). 
De asemenea, a fost și deputat în Marea Adunare Națională ca reprezentant al județului Bacău (1969-1975) și apoi al municipiului București (1975-1980). În această calitate, a îndeplinit funcțiile de vicepreședinte al Comisiei pentru probleme de apărare din MAN (1965) și al Comisiei pentru consiliile populare și administrație de stat (1975). A fost membru în Frontul Unității Socialiste începând din anul 1968, fiind reales în anul 1974 și membru al Comisiei Naționale pentru Demografie (1971).
În anul 1974, generalul-colonel Gheorghe Ion a fost numit în funcția de prim-vicepreședinte al Consiliului Popular al Capitalei, îndeplinind ulterior funcții importante în cadrul administrației de stat cum ar fi: vicepreședinte al Comisiei de Stat pentru Sistematizarea Teritoriului, Orașe și Localități rurale și membru al Biroului Executiv al acesteia (din 1978), membru al Consiliului Culturii și Educației Socialiste (1978).
În ultimii ani ai regimului comunist, atribuțiile avute s-au redus considerabil, generalul Gheorghe Ion fiind trecut în rezervă și nemaifiind ales în anul 1979 ca membru în CC al PCR.  A fost transferat în Comisia Centrală de Revizie a PCR.

## Activitatea de după căderea regimului comunist
După Revoluția din decembrie 1989, în data de 4 ianuarie 1990, generalul-colonel în rezervă Gheorghe Ion a fost rechemat în rândul cadrelor active  și numit comandant al Academiei Militare din București, până la data de 22 februarie 1990, când a fost trecut în rezervă, la cererea sa. 
Generalul de corp de armată în retragere Gheorghe Ion a fost înaintat la gradul de general de armată - cu 4 stele (prin decretul președintelui României nr. 506 din 30 noiembrie 2000). 
A decedat la 14 mai 2009, după o lungă și grea suferință. 

## Lucrări publicate
Generalul Gheorghe Ion a publicat mai multe articole și studii cu tematică militară în ziare și
reviste de specialitate. Este de menționat, de asemenea, contribuția sa la elaborarea unor lucrări de istorie și teorie militară, cum ar fi: 
- Marea conflagrație a secolului XX. Al Doilea Război Mondial
- Știința conducerii și comanda militară
- Doctrina militară românească, 1968-1989 (Ed. Militară, 1999) etc.

## Distincții și decorații
Pentru meritele sale în domeniul militar, a fost decorat cu ordine și medalii românești și străine, după cum urmează: 
- Ordinul Steaua Republicii Socialiste România – clasa a IV-a, a III-a;
- Ordinul Muncii – clasa a III-a;
- Ordinul Meritul Militar – clasele III-I;
- Ordinul „Marea Cruce de Merit cu Stea” al R.F. Germania;
- Ordinul „Meritul Marele Cordon” (R. A. Egipt);
- Ordinul „23 August” clasa a IV-a (10 august 1964) „pentru merite deosebite în opera de construire a socialismului, cu prilejul celei de a XX-a aniversări a eliberării patriei”[6]
- Ordinul „Tudor Vladimirescu” clasa a III-a (30 aprilie 1966) „cu prilejul celei de-a 45-a aniversări de la înființarea Partidului Partidului Comunist din România, pentru merite deosebite în opera de construire a socialismului”[7]
- Ordinul „Tudor Vladimirescu” clasa a II-a (4 mai 1971) „cu prilejul aniversării a 50 de ani de la constituirea Partidului Comunist Român, [...] pentru merite deosebite în opera de construire a socialismului”[8]